# コモドール・コクラン
コモドール・コクラン（Commodore Shelton Cochran、1902年1月2日 - 1969年1月3日）は、アメリカ合衆国の陸上競技選手である。彼は、1924年に開催されたパリオリンピックの4 x 400mリレーで金メダルを獲得した。

## 経歴
ミシシッピ州立大学（en:Mississippi State University）の学生だったコクランは、1922年と1923年にNCAA主催の競技会において440ヤード走 で優勝した経験がある。1924年に開催されたパリオリンピックの4×400mリレーでは、アメリカ代表チーム（コクラン、アラン・ヘルフリッチ、ウィリアム・スティーブンソン、オリバー・マクドナルド）の第1走者を任された。チームは7月12日の予選で3分27秒0を記録して翌日の決勝に進出し、決勝では当時の世界新記録3分16秒0の記録で、2位のスウェーデン代表チームと3位のイギリス代表チームを抑えて金メダルを獲得した。
大学卒業後は、サンフランシスコのオリンピッククラブの代表者となった。選手生活を終えた後は、実弟であるロイの指導に当たった。ロイは1948年ロンドンオリンピックに出場して、400メートルハードル及び4×400mリレーで金メダルを獲得している。